# Frágiles
Frágiles és una sèrie de televisió espanyola de ficció basada en el drama mèdic, produïda per Mediaset España i Isla Producciones i emesa per Telecinco des del 2 d'agost de 2012. La comèdia estava prevista emetre's a Cuatro, però un cop visionats els primers capítols, el grup de comunicació va decidir programar-la en el canal principal. Tot i que la ficció constava en principi d'una única temporada de vuit episodis, la cadena va renovar la sèrie per una segona després de la bona acollida per part de l'audiència rodada íntegrament en escenaris naturals i sense diàlegs definits.

## Argument
La sèrie narra la vida de Pablo, un fisioterapeuta vocacional que utilitza uns mètodes més propis d'un psicòleg per curar els seus pacients. Coneix a la perfecció el cos humà, però té molt clar que després del dolor físic s'amaga l'emocional, una història per explicar i una possibilitat de superació. Per aquest motiu, al mateix temps que tracta les seves lesions indaga en les seves emocions i estats d'ànim per saber com se senten, ja que aquests influeixen de manera notable en la seva recuperació. A més dels casos clínics i a través dels seus pacients, Pablo abordarà la seva història personal i les pròpies ferides que arrossega amb ells. D'altra banda, les trames no transcorreran en un hospital, de manera que el 'fisio' haurà d'obrir la seva consulta i a més s'haurà de desplaçar, en cas que ho requereixi, fins al domicili dels seus pacients.

## Personatges

### Fixes
- Pablo Morillas està interpretat per Santi Millán: és un fisioterapeuta vocacional,[5] que utilitza uns mètodes de teràpia totalment atípics. Coneix a la perfecció el cos humà, però té molt clar que després del dolor físic s'amaga l'emocional, una història per explicar i una possibilitat de superació.[6][7] Per aquest motiu, al mateix temps que tracta les seves lesions indaga en les seves emocions i estats d'ànim per saber com se senten, ja que aquests influeixen de manera notable en la seva recuperació.[8]
- Ana García està interpretada per Sandra Ferrús: és la dona de Pablo i la germana gran de Pilar.[8]
- Nacho està interpretat per Karim El-Kerem: és un noi guapo, triomfador i simpàtic. Per casualitat, coneix a Lola a la biblioteca de la Universitat i descobreix que és la persona més autèntica, especial i diferent de totes les que ha conegut.[8]
- Lola Martín està interpretada per Ruth Núñez: pateix la síndrome d'Asperger, malaltia que li produeix rebuig al contacte físic, entre altres símptomes.[8] Una lesió a l'esquena el porta a visitar la consulta de Pablo, que abordarà aquest cas com un veritable repte. No tolera la mentida i té un quadern en el qual apunta el que aprèn cada dia per comprendre millor a les persones.
- José està interpretat per Franciso Nortes: Després de l'accident de Teresa, la seva dona, va decidir aparcar tots els seus projectes per ocupar-se'n les 24 hores del dia.[8] Per això, haurà d'encarregar de visitar constantment als metges, administrar els medicaments, rentar-la i donar-li menjar.
- Pilar García està interpretada per Norma Ruiz: va conèixer i es va enamorar de Pablo, però ell va triar l'Anna, la seva germana. No obstant això, es va prometre a si mateixa, no ficar-se mai en aquesta relació per respecte i amor cap a la seva germana tot i que no sempre pot controlar els seus sentiments.[8]
- Teresa està interpretada per Elia Galera: fins fa sis mesos era una dona vital que exercia com executiva en una multinacional,[8] però la seva vida va canviar radicalment després de patir un accident de trànsit. L'accident l'hi va deixar unes lesions tan greus que es va quedar postrada en una cadira de rodes. Les dures esperances que té a tornar a caminar, fan que el seu marit (José) estigui completament per ella.
- Dolores està interpretada per Luisa Martín: és la mare de Lola, una dona lliurada al 100% de la cura de la seva filla, però sempre mantenint una actitud positiva, valenta, constructiva i sense límits.[8]

### Episòdics
La sèrie compta amb nombroses intervencions episòdiques de diversos actors populars com són Adrián Lamana interpretant a Dani, un adolescent conflictiu que es nega a estudiar, treballar o ajudar a casa al·legant forts dolors a les extremitats, Blanca Portillo com a Mónica, una dona que pateix el trastorn congènit "ossos de vidre" i que està disposada a desafiar la seva por i sacrificar la seva salut i el seu matrimoni per ser mare, Diego Martín com Ulisses, un pacient que té una estranya malaltia que l'obliga a dormir la major part del dia, Antonia San Juan com Julia, una escriptora d'èxit que porta una vida desenfrenada i Javi Tolosa com la seva parella sentimental, Carlos Santos com Alejandro, un jugador compulsiu amb seriosos trastorns de personalitat que pateix una estranya malaltia que li fa imaginar una amant, interpretada per Ana Rujas, que no existeix, Nacho Aldeguer com Miguel, un jove que grava experiències extremes i penja els vídeos a la seva pàgina web, Alexandra Jiménez, Antonio Muñoz de Mesa i Marta Poveda com Eva, Cèsar i "La López" respectivament, són un "trio" amorós. César, vestit de frac, va a la consulta de Pablo afectat d'una contractura al coll just una hora abans de celebrar el seu propi enllaç. Javier Pereira i Pau Vinya com Ángel i Lluis, és una parella homosexual que recorren al fisioterapeuta com a últim recurs per curar a l'Àngel d'una leucèmia.

## Audiències
Aquí la mitjana de les audiències per cada temporada en milions d'espectadors i percentatge de share.
| Temporades        | Capítols | Data d'inici      | Data final            | Audiències        |
| ----------------- | -------- | ----------------- | --------------------- | ----------------- |
| Primera temporada | 8        | 2 d'agost de 2012 | 6 de setembre de 2012 | 1 647 000 (13,0%) |
| Segona temporada  | -        | 2013              | 2013                  | -                 |
| Total             | 8        | 2012              | -                     | N/A               |